# Kecamatan Unauna
Kecamatan Unauna är ett distrikt i Indonesien.   Det ligger i provinsen Sulawesi Tengah, i den norra delen av landet, 1 800 km öster om huvudstaden Jakarta. Kecamatan Unauna ligger på ön Pulau Batudaka.